# ACADS
ACADS (англ. Acyl-CoA dehydrogenase, C-2 to C-3 short chain) – білок, який кодується однойменним геном, розташованим у людей на короткому плечі 12-ї хромосоми. Довжина поліпептидного ланцюга білка становить 412 амінокислот, а молекулярна маса — 44 297.
| 10         |  | 20         |  | 30         |  | 40         |  | 50         |
| ---------- |  | ---------- |  | ---------- |  | ---------- |  | ---------- |
| MAAALLARAS |  | GPARRALCPR |  | AWRQLHTIYQ |  | SVELPETHQM |  | LLQTCRDFAE |
| KELFPIAAQV |  | DKEHLFPAAQ |  | VKKMGGLGLL |  | AMDVPEELGG |  | AGLDYLAYAI |
| AMEEISRGCA |  | STGVIMSVNN |  | SLYLGPILKF |  | GSKEQKQAWV |  | TPFTSGDKIG |
| CFALSEPGNG |  | SDAGAASTTA |  | RAEGDSWVLN |  | GTKAWITNAW |  | EASAAVVFAS |
| TDRALQNKGI |  | SAFLVPMPTP |  | GLTLGKKEDK |  | LGIRGSSTAN |  | LIFEDCRIPK |
| DSILGEPGMG |  | FKIAMQTLDM |  | GRIGIASQAL |  | GIAQTALDCA |  | VNYAENRMAF |
| GAPLTKLQVI |  | QFKLADMALA |  | LESARLLTWR |  | AAMLKDNKKP |  | FIKEAAMAKL |
| AASEAATAIS |  | HQAIQILGGM |  | GYVTEMPAER |  | HYRDARITEI |  | YEGTSEIQRL |
| VIAGHLLRSY |  | RS         |  |            |  |            |  |            |

A: Аланін

C: Цистеїн

D: Аспарагінова кислота

E: Глутамінова кислота

F: Фенілаланін

G: Гліцин

H: Гістидин

I: Ізолейцин

K: Лізин

L: Лейцин

M: Метіонін

N: Аспарагін

P: Пролін

Q: Глутамін

R: Аргінін

S: Серин

T: Треонін

V: Валін

W: Триптофан

Кодований геном білок за функціями належить до оксидоредуктаз, фосфопротеїнів. 
Задіяний у таких біологічних процесах, як метаболізм жирних кислот, метаболізм ліпідів, ацетилювання. 
Білок має сайт для зв'язування з ФАД, флавопротеїном. 
Локалізований у мітохондрії.